# Доляна (дем Метеора)
Доляна̀ (на гръцки: Δολιανά) е село в Пинд, дем Метеора на област Тесалия. Населението му е 23 души.
Намира се по долината в най-горното течение на река Аспропотамос. Селото е известно най-вече със своя уникален манастир, като архитектура, от който е останала само църквата на Светия Кръст. Манастирът датира, според устни предания, от 1630 г. Първото писмено упоменаване е в два документа от 1839 г. (ферман) и 1841 г., във връзка с ремонта и реконструкцията на храма. Манастирът бил посветен на свети Никола.
Храмът на Светия Кръст се характеризира със своята особена архитектура. Той е базилика с три полукръгли арки от източната страна и с по три арки на всяка от другите му страни, от която централната е двойна – хорова.